# Koninklijke Lierse Sportkring in het seizoen 1999/00
Hieronder vindt men de statistieken, de wedstrijden en de transfers van Koninklijke Lierse Sportkring in het seizoen 1999/2000.

## Samenvatting seizoen
- Lierse wint voor de tweede maal in zijn bestaan de Belgische Supercup, door landskampioen KRC Genk op eigen veld met 1-3 te verslaan.
- In de Eerste Klasse eindigt Lierse op de 9e plaats met 52 punten. RSC Anderlecht werd kampioen met 75 punten.  Lierse behaalt 15 overwinningen, 7 gelijke spelen en 12 nederlagen en scoort 65 maal tegenover 47 tegendoelpunten.  Omdat België in 1999/00 in de top 3 staat van het UEFA Fair Play-klassement en Lierse de Belgische Fair-Play rangschikking aanvoert, mag het volgend seizoen uitkomen in de Uefa Cup.
- In de Uefa-beker wordt Lierse in de eerste ronde uitgeschakeld door het Zwitserse FC Zürich.
- In de Beker van België wordt Lierse in de halve finale uitgeschakeld door Standaard Luik.
- In de Liga-beker (Nissan Cup) wordt Lierse in de halve finale uitgeschakeld door Excelsior Moeskroen.

## Spelerskern
| Nr.                                                         | Nat.               | Naam               | Geboortedatum | seizoen    | Competitie | Competitie | Competitie | Competitie | Competitie | Competitie | Competitie | Competitie | Competitie |            | Europees   | Europees   | Europees   | Europees   | Europees   | Europees   | Europees   | Europees   | Europees   |            | Supercup en Beker | Supercup en Beker | Supercup en Beker | Supercup en Beker | Supercup en Beker | Supercup en Beker | Supercup en Beker | Supercup en Beker | Supercup en Beker |            | Totaal     | Totaal     | Totaal     | Totaal     | Totaal     | Totaal     | Totaal     | Totaal     | Totaal     |
| Nr.                                                         | Nat.               | Naam               | Geboortedatum | seizoen    | W          |            |            |            |            |            |            | Ass        | Min        | W          |            |            |            |            |            |            | Ass        | Min        | W          |            |                   |                   |                   |                   |                   | Ass               | Min               | W                 |                   |            |            |            |            |            | Ass        | Min        |            |            |            |
| Doelmannen                                                  | Doelmannen         | Doelmannen         | Doelmannen    | Doelmannen | Doelmannen | Doelmannen | Doelmannen | Doelmannen | Doelmannen | Doelmannen | Doelmannen | Doelmannen | Doelmannen | Doelmannen | Doelmannen | Doelmannen | Doelmannen | Doelmannen | Doelmannen | Doelmannen | Doelmannen | Doelmannen | Doelmannen | Doelmannen | Doelmannen        | Doelmannen        | Doelmannen        | Doelmannen        | Doelmannen        | Doelmannen        | Doelmannen        | Doelmannen        | Doelmannen        | Doelmannen | Doelmannen | Doelmannen | Doelmannen | Doelmannen | Doelmannen | Doelmannen | Doelmannen | Doelmannen | Doelmannen |
| ----------------------------------------------------------- | ------------------ | ------------------ | ------------- | ---------- | ---------- | ---------- | ---------- | ---------- | ---------- | ---------- | ---------- | ---------- | ---------- | ---------- | ---------- | ---------- | ---------- | ---------- | ---------- | ---------- | ---------- | ---------- | ---------- | ---------- | ----------------- | ----------------- | ----------------- | ----------------- | ----------------- | ----------------- | ----------------- | ----------------- | ----------------- | ---------- | ---------- | ---------- | ---------- | ---------- | ---------- | ---------- | ---------- | ---------- | ---------- |
| / /                                                         | Vlag van België    | Patrick Deman      | 31-07-1968    | 3e         | 8          | 1          | 0          | 0          | 0          | 0          | 0          | 0          | 647'       |            | 1          | 0          | 0          | 0          | 0          | 0          | 0          | 0          | 90'        |            | 1                 | 0                 | 0                 | 0                 | 0                 | 0                 | 0                 | 0                 | 90'               |            | 10         | 1          | 0          | 0          | 0          | 0          | 0          | 0          | 827'       |
| / /                                                         | Vlag van België    | Patrick Nys        | 25-01-1969    | 1+1e       | 27         | 0          | 1          | 0          | 0          | 0          | 0          | 0          | 2.413'     |            | 1          | 0          | 0          | 0          | 0          | 0          | 0          | 0          | 90'        |            | 5                 | 0                 | 0                 | 0                 | 0                 | 0                 | 0                 | 0                 | 480'              |            | 33         | 0          | 1          | 0          | 0          | 0          | 0          | 0          | 2.983'     |
| Verdedigers                                                 |                    |                    |               |            |            |            |            |            |            |            |            |            |            |            |            |            |            |            |            |            |            |            |            |            |                   |                   |                   |                   |                   |                   |                   |                   |                   |            |            |            |            |            |            |            |            |            |            |
| / /                                                         | Vlag van België    | Filip Daems        | 31-10-1978    | 2e         | 27         | 0          | 3          | 4          | 0          | 0          | 1          | 0          | 2.319'     |            | 2          | 0          | 0          | 0          | 0          | 0          | 0          | 0          | 180'       |            | 5                 | 0                 | 0                 | 0                 | 0                 | 0                 | 0                 | 0                 | 480'              |            | 34         | 0          | 3          | 4          | 0          | 0          | 1          | 0          | 2.979'     |
| / /                                                         | Vlag van België    | Tim De Keyser      | 14-09-1978    | 4e         | 15         | 6          | 2          | 3          | 0          | 0          | 1          | 0          | 839'       |            | 0          | 0          | 0          | 0          | 0          | 0          | 0          | 0          | 0'         |            | 3                 | 1                 | 1                 | 0                 | 0                 | 0                 | 0                 | 0                 | 195'              |            | 18         | 7          | 3          | 3          | 0          | 0          | 1          | 0          | 1.034'     |
| / /                                                         | Vlag van België    | Carl Hoefkens      | 06-10-1978    | 5e         | 31         | 0          | 1          | 6          | 1          | 0          | 0          | 0          | 2.755'     |            | 2          | 0          | 0          | 1          | 0          | 0          | 0          | 0          | 180'       |            | 4                 | 0                 | 0                 | 2                 | 0                 | 0                 | 0                 | 0                 | 390'              |            | 37         | 0          | 1          | 8          | 1          | 0          | 0          | 0          | 3.325'     |
| / /                                                         | Vlag van België    | Steve Laeremans    | 26-03-1972    | 2e         | 33         | 0          | 2          | 5          | 0          | 0          | 3          | 0          | 2.950'     |            | 0          | 0          | 0          | 0          | 0          | 0          | 0          | 0          | 0'         |            | 6                 | 0                 | 0                 | 0                 | 0                 | 0                 | 0                 | 0                 | 570'              |            | 39         | 0          | 2          | 5          | 0          | 0          | 3          | 0          | 3.520'     |
| / /                                                         | Vlag van België    | Jerry Poorters     | 09-10-1978    | 4e         | 5          | 1          | 3          | 0          | 0          | 0          | 0          | 0          | 325'       |            | 0          | 0          | 0          | 0          | 0          | 0          | 0          | 0          | 0'         |            | 3                 | 1                 | 2                 | 0                 | 0                 | 0                 | 0                 | 0                 | 149'              |            | 8          | 2          | 5          | 0          | 0          | 0          | 0          | 0          | 474'       |
| / /                                                         | Vlag van Georgië   | Gela Shekiladze    | 14-09-1970    | 2e         | 20         | 9          | 3          | 3          | 0          | 1          | 0          | 0          | 1.069'     |            | 2          | 1          | 0          | 0          | 0          | 0          | 0          | 0          | 134'       |            | 6                 | 1                 | 2                 | 1                 | 0                 | 0                 | 0                 | 0                 | 407'              |            | 28         | 11         | 5          | 4          | 0          | 1          | 0          | 0          | 1.610'     |
| / /                                                         | Vlag van België    | Luc Struyven       | 30-08-1981    | 2e         | 2          | 1          | 0          | 0          | 0          | 0          | 1          | 0          | 119'       |            | 0          | 0          | 0          | 0          | 0          | 0          | 0          | 0          | 0'         |            | 0                 | 0                 | 0                 | 0                 | 0                 | 0                 | 0                 | 0                 | 0'                |            | 2          | 1          | 0          | 0          | 0          | 0          | 1          | 0          | 119'       |
| / /                                                         | Vlag van België    | Eric Van Meir      | 28-02-1968    | 4e         | 27         | 0          | 2          | 6          | 0          | 1          | 16         | 0          | 2.394'     |            | 2          | 0          | 0          | 0          | 0          | 0          | 1          | 0          | 180'       |            | 5                 | 0                 | 1                 | 2                 | 0                 | 0                 | 0                 | 0                 | 466'              |            | 34         | 0          | 3          | 8          | 0          | 1          | 17         | 0          | 3.040'     |
| / /                                                         | Vlag van België    | Stef Wils          | 02-08-1982    | 1e         | 0          | 0          | 0          | 0          | 0          | 0          | 0          | 0          | 0'         |            | 0          | 0          | 0          | 0          | 0          | 0          | 0          | 0          | 0'         |            | 0                 | 0                 | 0                 | 0                 | 0                 | 0                 | 0                 | 0                 | 0'                |            | 0          | 0          | 0          | 0          | 0          | 0          | 0          | 0          | 0'         |
| Middenvelders                                               |                    |                    |               |            |            |            |            |            |            |            |            |            |            |            |            |            |            |            |            |            |            |            |            |            |                   |                   |                   |                   |                   |                   |                   |                   |                   |            |            |            |            |            |            |            |            |            |            |
| / /                                                         | Vlag van Nederland | Coen Burg          | 16-01-1968    | 1e         | 5          | 3          | 2          | 0          | 0          | 0          | 0          | 0          | 194'       |            | 0          | 0          | 0          | 0          | 0          | 0          | 0          | 0          | 0'         |            | 1                 | 0                 | 1                 | 0                 | 0                 | 0                 | 0                 | 0                 | 67'               |            | 6          | 3          | 3          | 0          | 0          | 0          | 0          | 0          | 261'       |
| / /                                                         | Vlag van België    | Frank Leen         | 04-10-1970    | 3e         | 32         | 0          | 2          | 7          | 0          | 0          | 0          | 0          | 2.816'     |            | 2          | 0          | 1          | 0          | 0          | 0          | 0          | 0          | 136'       |            | 5                 | 0                 | 0                 | 1                 | 0                 | 0                 | 0                 | 0                 | 450'              |            | 39         | 0          | 3          | 8          | 0          | 0          | 0          | 0          | 3.402'     |
| / /                                                         | Vlag van Polen     | Andrzej Rudy       | 15-10-1965    | 1+1e       | 13         | 1          | 7          | 1          | 0          | 0          | 1          | 0          | 994'       |            | 0          | 0          | 0          | 0          | 0          | 0          | 0          | 0          | 0'         |            | 1                 | 0                 | 1                 | 0                 | 0                 | 0                 | 0                 | 0                 | 95'               |            | 14         | 1          | 8          | 1          | 0          | 0          | 1          | 0          | 1.089'     |
| / /                                                         | Vlag van België    | Karel Snoeckx      | 29-10-1973    | 6+1e       | 33         | 3          | 4          | 2          | 0          | 0          | 4          | 0          | 2.743'     |            | 2          | 0          | 0          | 0          | 0          | 0          | 0          | 0          | 180'       |            | 6                 | 1                 | 0                 | 1                 | 0                 | 0                 | 1                 | 0                 | 503'              |            | 41         | 4          | 4          | 3          | 0          | 0          | 5          | 0          | 3.426'     |
| / /                                                         | Vlag van België    | Hans Somers        | 09-03-1978    | 5e         | 28         | 0          | 5          | 1          | 0          | 0          | 5          | 0          | 2.421'     |            | 2          | 0          | 1          | 0          | 0          | 0          | 0          | 0          | 157'       |            | 4                 | 1                 | 1                 | 0                 | 0                 | 0                 | 2                 | 0                 | 314'              |            | 34         | 1          | 7          | 1          | 0          | 0          | 7          | 0          | 2.892'     |
| / /                                                         | Vlag van België    | David Vandecauter  | 29-08-1981    | 1e         | 1          | 1          | 0          | 0          | 0          | 0          | 0          | 0          | 13'        |            | 0          | 0          | 0          | 0          | 0          | 0          | 0          | 0          | 0'         |            | 1                 | 1                 | 0                 | 0                 | 0                 | 0                 | 0                 | 0                 | 21'               |            | 2          | 2          | 0          | 0          | 0          | 0          | 0          | 0          | 34'        |
| / /                                                         | Vlag van Polen     | Tomasz Zdebel      | 25-05-1973    | 3e         | 20         | 1          | 2          | 6          | 0          | 0          | 1          | 0          | 1.656'     |            | 2          | 0          | 0          | 0          | 0          | 0          | 1          | 0          | 180'       |            | 3                 | 0                 | 0                 | 2                 | 0                 | 0                 | 0                 | 0                 | 270'              |            | 25         | 1          | 2          | 8          | 0          | 0          | 2          | 0          | 2.106'     |
| Aanvallers                                                  |                    |                    |               |            |            |            |            |            |            |            |            |            |            |            |            |            |            |            |            |            |            |            |            |            |                   |                   |                   |                   |                   |                   |                   |                   |                   |            |            |            |            |            |            |            |            |            |            |
| / /                                                         | Vlag van België    | Jurgen Cavens      | 19-08-1978    | 5e         | 29         | 3          | 17         | 1          | 0          | 0          | 11         | 0          | 2.216'     |            | 2          | 0          | 2          | 0          | 0          | 0          | 0          | 0          | 151'       |            | 5                 | 1                 | 1                 | 1                 | 0                 | 0                 | 2                 | 0                 | 403'              |            | 36         | 4          | 20         | 2          | 0          | 0          | 13         | 0          | 2.770'     |
| / /                                                         | Vlag van Nederland | Pieter Huistra     | 18-01-1967    | 3e         | 0          | 0          | 0          | 0          | 0          | 0          | 0          | 0          | 0'         |            | 0          | 0          | 0          | 0          | 0          | 0          | 0          | 0          | 0'         |            | 0                 | 0                 | 0                 | 0                 | 0                 | 0                 | 0                 | 0                 | 0'                |            | 0          | 0          | 0          | 0          | 0          | 0          | 0          | 0          | 0'         |
| / /                                                         | Vlag van België    | Stein Huysegems    | 16-06-1982    | 2e         | 29         | 20         | 6          | 0          | 0          | 0          | 5          | 0          | 1.095'     |            | 2          | 1          | 0          | 0          | 0          | 0          | 1          | 0          | 110'       |            | 6                 | 4                 | 2                 | 0                 | 0                 | 0                 | 3                 | 0                 | 212'              |            | 37         | 25         | 8          | 0          | 0          | 0          | 9          | 0          | 1.417'     |
| / /                                                         | Vlag van België    | Dirk Huysmans      | 03-09-1973    | 7+2e       | 15         | 11         | 3          | 1          | 0          | 0          | 2          | 0          | 576'       |            | 2          | 2          | 0          | 0          | 0          | 0          | 0          | 0          | 37'        |            | 2                 | 1                 | 1                 | 0                 | 0                 | 0                 | 0                 | 0                 | 120'              |            | 19         | 14         | 4          | 1          | 0          | 0          | 2          | 0          | 733'       |
| / /                                                         | Vlag van België    | Gert Peelman       | 26-08-1975    | 1e         | 11         | 8          | 2          | 0          | 0          | 0          | 0          | 0          | 313'       |            | 1          | 1          | 0          | 0          | 0          | 0          | 0          | 0          | 9'         |            | 2                 | 1                 | 1                 | 0                 | 0                 | 0                 | 3                 | 0                 | 76'               |            | 14         | 10         | 3          | 0          | 0          | 0          | 3          | 0          | 398'       |
| / /                                                         | Vlag van Australië | Joe Spiteri        | 06-05-1973    | 2e         | 16         | 9          | 4          | 1          | 0          | 0          | 3          | 0          | 671'       |            | 0          | 0          | 0          | 0          | 0          | 0          | 0          | 0          | 0'         |            | 1                 | 0                 | 0                 | 0                 | 0                 | 0                 | 0                 | 0                 | 90'               |            | 17         | 9          | 4          | 1          | 0          | 0          | 3          | 0          | 761'       |
| / /                                                         | Vlag van België    | Robby Van De Weyer | 30-06-1975    | 3e         | 33         | 8          | 15         | 3          | 0          | 0          | 9          | 0          | 2.097'     |            | 2          | 0          | 1          | 0          | 0          | 0          | 0          | 0          | 166'       |            | 6                 | 2                 | 1                 | 0                 | 0                 | 0                 | 1                 | 0                 | 429'              |            | 41         | 10         | 17         | 3          | 0          | 0          | 10         | 0          | 2.692'     |
| volledig bijgewerkt : speler tijdens het seizoen vertrokken |                    |                    |               |            |            |            |            |            |            |            |            |            |            |            |            |            |            |            |            |            |            |            |            |            |                   |                   |                   |                   |                   |                   |                   |                   |                   |            |            |            |            |            |            |            |            |            |            |

## Transfers

### Zomer
| IN                 | IN                | IN            | IN             |
| Nat.               | Naam              | Vorige club   | Prijs          |
| ------------------ | ----------------- | ------------- | -------------- |
| Vlag van Nederland | Coen Burg         | KVC Westerlo  |                |
| Vlag van België    | Patrick Nys       | Lommel SK     |                |
| Vlag van België    | Gert Peelman      | KSV Roeselare |                |
| Vlag van Polen     | Andrzej Rudy      | AFC Ajax      |                |
| Vlag van België    | Karel Snoeckx     | KSC Lokeren   |                |
| Vlag van België    | David Vandecauter |               | jeugdopleiding |
|                    |                   |               |                |

| UIT                | UIT              | UIT                | UIT   |
| Nat.               | Naam             | Nieuwe club        | Prijs |
| ------------------ | ---------------- | ------------------ | ----- |
| Vlag van België    | David Brocken    | RSC Anderlecht     |       |
| Vlag van België    | Philip Haagdoren | Germinal Beerschot |       |
| Vlag van België    | Gunther Magits   | KVK Tienen         |       |
| Vlag van Nederland | Stanley Menzo    | AFC Ajax           |       |
| Vlag van België    | Ives Serneels    | KVC Westerlo       |       |
| Vlag van België    | Kurt Van Dooren  | Hoogstraten VV     |       |
|                    |                  |                    |       |

### Winter
| IN              | IN        | IN          | IN             |
| Nat.            | Naam      | Vorige club | Prijs          |
| --------------- | --------- | ----------- | -------------- |
| Vlag van België | Stef Wils |             | jeugdopleiding |
|                 |           |             |                |

| UIT                | UIT       | UIT         | UIT   |
| Nat.               | Naam      | Nieuwe club | Prijs |
| ------------------ | --------- | ----------- | ----- |
| Vlag van Nederland | Coen Burg | STVV        |       |
|                    |           |             |       |

## Technische staf
| T1 | Vlag van België | Walter Meeuws    | Hoofdtrainer   | 1+2e |  |  |  |  |  |  |  |  |  |  |
| T2 | Vlag van België | Frank Braeckmans | Hulptrainer    | 7e   |  |  |  |  |  |  |  |  |  |  |
| T3 | Vlag van België | ?                | Keeperstrainer | ?e   |  |  |  |  |  |  |  |  |  |  |
|    |                 |                  |                |      |  |  |  |  |  |  |  |  |  |  |

## Wedstrijden

### Supercup 1999
|                         |                   |       |                                                          |                                                                     |
| 1 september 1999 20.00u | KRC Genk          | 1 - 3 | Lierse SK                                                | Fenixstadion, Genk Toeschouwers: 15.000 Scheidsrechter: Eric Romain |
| 1 september 1999 20.00u | Fabio Pereira 17' |       | 35' Gert Peelman 82' Stein Huysegems 88' Stein Huysegems | Fenixstadion, Genk Toeschouwers: 15.000 Scheidsrechter: Eric Romain |

Opstelling Lierse: Nys - Burg - Daems - Huysmans - Laeremans - Leen - Peelman - Shekiladze - Somers - Van Meir - Zdebel 

Vervangingen: 46' Somers Poorters - 59' Huysmans Van De Weyer - 67' Burg Snoeckx - 76' Peelman Huysegems

### Eerste Klasse 1999-00
|                                   |                                                     |       |                                              |                                                                               |
| 7 augustus 1999 20.00u speeldag 1 | Lierse SK                                           | 3 - 1 | Germinal Beerschot                           | Herman Vanderpoortenstadion Toeschouwers: 11.000 Scheidsrechter: Eric Blareau |
| 7 augustus 1999 20.00u speeldag 1 | Jurgen Cavens 38' Hans Somers 55' Tomasz Zdebel 90' |       | 58' Justice Sandjon 68' Stephan Vanderheyden | Herman Vanderpoortenstadion Toeschouwers: 11.000 Scheidsrechter: Eric Blareau |

|                                    |                                       |       |                                                       |                                                                      |
| 15 augustus 1999 15.00u speeldag 2 | Eendracht Aalst                       | 2 - 3 | Lierse SK                                             | Pierre Cornelisstadion Toeschouwers: 6.200 Scheidsrechter: Jan Ameel |
| 15 augustus 1999 15.00u speeldag 2 | Steve Cooreman 15' Steve Cooreman 73' |       | 49' Eric Van Meir 66' Jurgen Cavens 77' Eric Van Meir | Pierre Cornelisstadion Toeschouwers: 6.200 Scheidsrechter: Jan Ameel |

|                                    |           |                                                                     |                |                                                                                     |
| 22 augustus 1999 20.00u speeldag 3 | Lierse SK | 0 - 3                                                               | RSC Anderlecht | Herman Vanderpoortenstadion Toeschouwers: 12.500 Scheidsrechter: Frank De Bleeckere |
| 22 augustus 1999 20.00u speeldag 3 |           | 4' Tomasz Radzinski 13' Par Zetterberg (pen) 82' Patrick Van Diemen |                | Herman Vanderpoortenstadion Toeschouwers: 12.500 Scheidsrechter: Frank De Bleeckere |

|                                    |               |                                                         |           |                                                                      |
| 29 augustus 1999 15.00u speeldag 4 | KRC Harelbeke | 0 - 3                                                   | Lierse SK | Forestiersstadion Toeschouwers: 5.500 Scheidsrechter: Ghislain Hayen |
| 29 augustus 1999 15.00u speeldag 4 |               | 65' Jurgen Cavens 84' Jurgen Cavens 90' Stein Huysegems |           | Forestiersstadion Toeschouwers: 5.500 Scheidsrechter: Ghislain Hayen |

|                                     | |       |                  |                                                                                |
| 11 september 1999 20.00u speeldag 5 | Lierse SK | 5 - 1 | KV Mechelen      | Herman Vanderpoortenstadion Toeschouwers: 12.000 Scheidsrechter: Johan Verbist |
| 11 september 1999 20.00u speeldag 5 | Eric Van Meir (pen) 35' Geoffrey Peytier (own) 39' Robby Van De Weyer 62' Robby Van De Weyer 65' Stein Huysegems 71' |       | 83' Steven Ribus | Herman Vanderpoortenstadion Toeschouwers: 12.000 Scheidsrechter: Johan Verbist |

|                                     |              |                                   |           |                                                                 |
| 19 september 1999 20.00u speeldag 6 | KVC Westerlo | 0 - 2                             | Lierse SK | 't Kuipje Toeschouwers: 10.500 Scheidsrechter: Philippe Flament |
| 19 september 1999 20.00u speeldag 6 |              | 52' Filip Daems 65' Jurgen Cavens |           | 't Kuipje Toeschouwers: 10.500 Scheidsrechter: Philippe Flament |

|                                     |                                          |       |                                                      |                                                                              |
| 25 september 1999 20.00u speeldag 7 | Lierse SK                                | 2 - 1 | AA Gent                                              | Herman Vanderpoortenstadion Toeschouwers: 10.000 Scheidsrechter: Eric Romain |
| 25 september 1999 20.00u speeldag 7 | Eric Van Meir 39' Robby Van De Weyer 45' |       | 33' Gunther Schepens 38' Tomas Vasov 87' Sasa Gajser | Herman Vanderpoortenstadion Toeschouwers: 10.000 Scheidsrechter: Eric Romain |

|                                  |                                    |       |                                          |                                                                 |
| 3 oktober 1999 20.00u speeldag 8 | KRC Genk                           | 2 - 2 | Lierse SK                                | Fenixstadion Toeschouwers: 22.000 Scheidsrechter: Paul Allaerts |
| 3 oktober 1999 20.00u speeldag 8 | Ngoy Nsumbu 81' Branko Strupar 90' |       | 60' Robby Van De Weyer 86' Dirk Huysmans | Fenixstadion Toeschouwers: 22.000 Scheidsrechter: Paul Allaerts |

|                                   |                   |       |                   |                                                                                   |
| 10 oktober 1999 20.00u speeldag 9 | Lierse SK         | 1 - 0 | Standard de Liège | Herman Vanderpoortenstadion Toeschouwers: 9.000 Scheidsrechter: Pieter Vandevenne |
| 10 oktober 1999 20.00u speeldag 9 | Karel Snoeckx 18' |       |                   | Herman Vanderpoortenstadion Toeschouwers: 9.000 Scheidsrechter: Pieter Vandevenne |

|                                    |                           |       |                   |                                                                              |
| 23 oktober 1999 20.00u speeldag 10 | Sporting Charleroi        | 1 - 1 | Lierse SK         | Stade du Pays de Charleroi Toeschouwers: 8.500 Scheidsrechter: Marcel Javaux |
| 23 oktober 1999 20.00u speeldag 10 | Alexandros Kaklamanos 60' |       | 11' Karel Snoeckx | Stade du Pays de Charleroi Toeschouwers: 8.500 Scheidsrechter: Marcel Javaux |

|                                    |                   |       |                        |                                                                                  |
| 30 oktober 1999 20.00u speeldag 11 | Lierse SK         | 1 - 0 | Excelsior Mouscron     | Herman Vanderpoortenstadion Toeschouwers: 8.500 Scheidsrechter: Eddie Vermeirsch |
| 30 oktober 1999 20.00u speeldag 11 | Eric Van Meir 66' |       | 85' Gonzague Vandooren | Herman Vanderpoortenstadion Toeschouwers: 8.500 Scheidsrechter: Eddie Vermeirsch |

|                                    |                  |       |                      |                                                               |
| 6 november 1999 20.00u speeldag 12 | SK Beveren       | 1 - 1 | Lierse SK            | Freethiel Toeschouwers: 6.000 Scheidsrechter: Eddy De Coninck |
| 6 november 1999 20.00u speeldag 12 | Remco Torken 62' |       | 63' Jimmy Smet (own) | Freethiel Toeschouwers: 6.000 Scheidsrechter: Eddy De Coninck |

|                                     |                                                |       |                   |                                                           |
| 10 november 1999 20.00u speeldag 13 | Verbroedering Geel                             | 2 - 1 | Lierse SK         | De Leunen Toeschouwers: 10.000 Scheidsrechter: Luc Huyghe |
| 10 november 1999 20.00u speeldag 13 | Bjorn Daelemans 68' Gudmundur Benediktsson 72' |       | 28' Jurgen Cavens | De Leunen Toeschouwers: 10.000 Scheidsrechter: Luc Huyghe |

|                                     |                                                                        |       |                  |                                                                             |
| 20 november 1999 20.00u speeldag 14 | Lierse SK                                                              | 1 - 0 | Lommel SK        | Herman Vanderpoortenstadion Toeschouwers: 7.500 Scheidsrechter: Luc Melotte |
| 20 november 1999 20.00u speeldag 14 | Hans Somers 42' Steve Laeremans 47' Dirk Huysmans 84' Luc Struyven 85' |       | 76' Timmy Simons | Herman Vanderpoortenstadion Toeschouwers: 7.500 Scheidsrechter: Luc Melotte |

|                                     |                    |       |                   |                                                                      |
| 26 november 1999 20.30u speeldag 15 | Club Brugge        | 1 - 0 | Lierse SK         | Jan Breydelstadion Toeschouwers: 14.000 Scheidsrechter: Eric Blareau |
| 26 november 1999 20.30u speeldag 15 | Jochen Janssen 59' |       | 76' Carl Hoefkens | Jan Breydelstadion Toeschouwers: 14.000 Scheidsrechter: Eric Blareau |

|                                    |           |       |      |                                                                                |
| 4 december 1999 20.00u speeldag 16 | Lierse SK | 0 - 0 | STVV | Herman Vanderpoortenstadion Toeschouwers: 7.000 Scheidsrechter: Ghislain Hayen |
| 4 december 1999 20.00u speeldag 16 |           |       |      | Herman Vanderpoortenstadion Toeschouwers: 7.000 Scheidsrechter: Ghislain Hayen |

|                                     |                                                                                                |       |                     |                                                                      |
| 11 december 1999 20.00u speeldag 17 | KSC Lokeren                                                                                    | 5 - 1 | Lierse SK           | Daknamstadion Toeschouwers: 5.000 Scheidsrechter: Frank De Bleeckere |
| 11 december 1999 20.00u speeldag 17 | Roman Vonasek 60' Marcel M'Bayo 68' Charles Dago 72' Souleymane Youla 83' Souleymane Youla 86' |       | 63' Stein Huysegems | Daknamstadion Toeschouwers: 5.000 Scheidsrechter: Frank De Bleeckere |

|                                    |                      |       |                   |                                                                      |
| 12 januari 2000 20.00u speeldag 18 | Germinal Beerschot   | 1 - 1 | Lierse SK         | Olympisch Stadion Toeschouwers: 11.000 Scheidsrechter: Armand Ancion |
| 12 januari 2000 20.00u speeldag 18 | Manu Karagiannis 78' |       | 88' Eric Van Meir | Olympisch Stadion Toeschouwers: 11.000 Scheidsrechter: Armand Ancion |

|                                    | |       |                                                         |                                                                                   |
| 16 januari 2000 15.00u speeldag 19 | Lierse SK                                                                                                 | 5 - 2 | Eendracht Aalst                                         | Herman Vanderpoortenstadion Toeschouwers: 7.000 Scheidsrechter: Geert Meesschaert |
| 16 januari 2000 15.00u speeldag 19 | Eric Van Meir 29' Eric Van Meir 38' Eric Van Meir (pen) 44' Robby Van de Weyer 47' Robby Van de Weyer 51' |       | 21' Gunther Thiebaut 26' Georges Arts 41' Davy Cooreman | Herman Vanderpoortenstadion Toeschouwers: 7.000 Scheidsrechter: Geert Meesschaert |

|                                    |                                       |       |           |                                                                                    |
| 23 januari 2000 20.00u speeldag 20 | RSC Anderlecht                        | 2 - 0 | Lierse SK | Constant Vanden Stockstadion Toeschouwers: 25.000 Scheidsrechter: Peter Vandevenne |
| 23 januari 2000 20.00u speeldag 20 | Jan Koller 73' Elos Elonga Ekakia 80' |       |           | Constant Vanden Stockstadion Toeschouwers: 25.000 Scheidsrechter: Peter Vandevenne |

|                                    |                                     |       |                  |                                                                               |
| 30 januari 2000 15.00u speeldag 21 | Lierse SK                           | 2 - 0 | KRC Harelbeke    | Herman Vanderpoortenstadion Toeschouwers: 6.500 Scheidsrechter: Peter Jordens |
| 30 januari 2000 15.00u speeldag 21 | Hans Somers 29' Stein Huysegems 49' |       | 4' Kemoko Camara | Herman Vanderpoortenstadion Toeschouwers: 6.500 Scheidsrechter: Peter Jordens |

|                                    |                                                                           |       |                                                    |                                                                    |
| 5 februari 2000 20.00u speeldag 22 | KV Mechelen                                                               | 4 - 3 | Lierse SK                                          | Achter de Kazerne Toeschouwers: 11.500 Scheidsrechter: Eric Romain |
| 5 februari 2000 20.00u speeldag 22 | Benjamin Debusschere 11' Joris Van Hout 19' Joao Elias 48' Joao Elias 52' |       | 7' Joe Spiteri 13' Eric Van Meir 79' Eric Van Meir | Achter de Kazerne Toeschouwers: 11.500 Scheidsrechter: Eric Romain |

|                                     | |       |              |                                                                                |
| 12 februari 2000 20.00u speeldag 23 | Lierse SK | 7 - 0 | KVC Westerlo | Herman Vanderpoortenstadion Toeschouwers: 10.000 Scheidsrechter: Paul Allaerts |
| 12 februari 2000 20.00u speeldag 23 | Jurgen Cavens 11' Robby Van de Weyer 38' Jurgen Cavens 52' Eric Van Meir 62' Hans Somers 71' Eric Van Meir (pen) 76' Robby Van de Weyer 78' |       |              | Herman Vanderpoortenstadion Toeschouwers: 10.000 Scheidsrechter: Paul Allaerts |

|                                     |                                 |       |           |                                                                       |
| 18 februari 2000 20.30u speeldag 24 | AA Gent                         | 2 - 0 | Lierse SK | Jules Ottenstadion Toeschouwers: 8.000 Scheidsrechter: Jacky Quaranta |
| 18 februari 2000 20.30u speeldag 24 | Tomas Vasov 4' Tarik Kharif 62' |       |           | Jules Ottenstadion Toeschouwers: 8.000 Scheidsrechter: Jacky Quaranta |

|                                 |                                                                                       |       |          |                                                                                |
| 4 maart 2000 20.00u speeldag 25 | Lierse SK                                                                             | 5 - 0 | KRC Genk | Herman Vanderpoortenstadion Toeschouwers: 10.000 Scheidsrechter: Michel Piraux |
| 4 maart 2000 20.00u speeldag 25 | Jurgen Cavens 18' Karel Snoeckx 37' Eric Van Meir 43' Hans Somers 45' Joe Spiteri 78' |       |          | Herman Vanderpoortenstadion Toeschouwers: 10.000 Scheidsrechter: Michel Piraux |

|                                  |                                                            |       |                                     |                                                                                |
| 11 maart 2000 20.00u speeldag 26 | Standard de Liège                                          | 3 - 1 | Lierse SK                           | Stade Maurice Dufrasne Toeschouwers: 20.000 Scheidsrechter: Frank De Bleeckere |
| 11 maart 2000 20.00u speeldag 26 | Michael Goossens 40' Daniel Van Buyten 50' Pascal Dias 90' |       | 28' Jurgen Cavens 88' Eric Van Meir | Stade Maurice Dufrasne Toeschouwers: 20.000 Scheidsrechter: Frank De Bleeckere |

|                                  |                                          |       |                    |                                                                                  |
| 18 maart 2000 20.00u speeldag 27 | Lierse SK                                | 2 - 0 | Sporting Charleroi | Herman Vanderpoortenstadion Toeschouwers: 7.000 Scheidsrechter: Philippe Flament |
| 18 maart 2000 20.00u speeldag 27 | Eric Van Meir 65' Robby Van de Weyer 75' |       |                    | Herman Vanderpoortenstadion Toeschouwers: 7.000 Scheidsrechter: Philippe Flament |

|                                  |                                                       |       |                                                          |                                                                  |
| 25 maart 2000 20.00u speeldag 28 | Excelsior Mouscron                                    | 3 - 3 | Lierse SK                                                | Le Canonnier Toeschouwers: 12.500 Scheidsrechter: Serge Gumienny |
| 25 maart 2000 20.00u speeldag 28 | Axel Lawarée 32' Gordan Vidovic 69' Stefan Tanghe 76' |       | 17' Steve Laeremans 45' Andrzey Rudy 90' Stein Huysegems | Le Canonnier Toeschouwers: 12.500 Scheidsrechter: Serge Gumienny |

|                                 |                   |       |                                                        |                                                                                  |
| 1 april 2000 20.00u speeldag 29 | Lierse SK         | 1 - 3 | KSK Beveren                                            | Herman Vanderpoortenstadion Toeschouwers: 7.000 Scheidsrechter: Eddie Vermeirsch |
| 1 april 2000 20.00u speeldag 29 | Eric Van Meir 42' |       | 51' Johan Van Rumst 81' Remco Torken 88' Jozsef Nyikos | Herman Vanderpoortenstadion Toeschouwers: 7.000 Scheidsrechter: Eddie Vermeirsch |

|                                 |                                      |       |                                       |                                                                               |
| 7 april 2000 20.30u speeldag 30 | Lierse SK                            | 2 - 2 | Verbroedering Geel                    | Herman Vanderpoortenstadion Toeschouwers: 8.500 Scheidsrechter: Marcel Javaux |
| 7 april 2000 20.30u speeldag 30 | Steve Laeremans 8' Tim De Keyser 49' |       | 31' Istvan Szeker 35' Bjorn Daelemans | Herman Vanderpoortenstadion Toeschouwers: 8.500 Scheidsrechter: Marcel Javaux |

|                                  |                    |       |                     |                                                                        |
| 15 april 2000 20.00u speeldag 31 | Lommel SK          | 1 - 0 | Lierse SK           | Stedelijk Sportstadion Toeschouwers: 4.500 Scheidsrechter: Eric Romain |
| 15 april 2000 20.00u speeldag 31 | Mirek Waligora 24' |       | 81' Gela Shekiladze | Stedelijk Sportstadion Toeschouwers: 4.500 Scheidsrechter: Eric Romain |

|                                  |                   |       |             |                                                                                |
| 21 april 2000 20.00u speeldag 32 | Lierse SK         | 1 - 0 | Club Brugge | Herman Vanderpoortenstadion Toeschouwers: 11.000 Scheidsrechter: Paul Allaerts |
| 21 april 2000 20.00u speeldag 32 | Karel Snoeckx 83' |       |             | Herman Vanderpoortenstadion Toeschouwers: 11.000 Scheidsrechter: Paul Allaerts |

|                               |                                            |       |                   |                                                        |
| 6 mei 2000 20.00u speeldag 33 | STVV                                       | 2 - 1 | Lierse SK         | Stayen Toeschouwers: 4.000 Scheidsrechter: Luc Melotte |
| 6 mei 2000 20.00u speeldag 33 | Genival Valdo De Oliveira 4' Coen Burg 43' |       | 29' Jurgen Cavens | Stayen Toeschouwers: 4.000 Scheidsrechter: Luc Melotte |

|                                |                 |       |                                 |                                                                                  |
| 11 mei 2000 20.00u speeldag 34 | Lierse SK       | 1 - 2 | KSC Lokeren                     | Herman Vanderpoortenstadion Toeschouwers: 5.500 Scheidsrechter: Didier Petitjean |
| 11 mei 2000 20.00u speeldag 34 | Joe Spiteri 27' |       | 63' Papy Kimoto 90' Papy Kimoto | Herman Vanderpoortenstadion Toeschouwers: 5.500 Scheidsrechter: Didier Petitjean |

### UEFA Cup 1999-00
|                                       |               |       |           |                                        |
| 16 september 1999 20.00u 1e ronde (H) | FC Zürich     | 1 - 0 | Lierse SK | Letzigrund, Zürich Toeschouwers: 4.200 |
| 16 september 1999 20.00u 1e ronde (H) | Jamarauli 30' |       |           | Letzigrund, Zürich Toeschouwers: 4.200 |

|                                       |                                                         |       |                                                    |                                                 |
| 30 september 1999 20.00u 1e ronde (T) | Lierse SK                                               | 3 - 4 | FC Zürich                                          | Herman Vanderpoortenstadion Toeschouwers: 5.400 |
| 30 september 1999 20.00u 1e ronde (T) | Eric Van Meir 16' Stein Huysegems 72' Tomasz Zdebel 82' |       | 2' Jamarauli 57' Frick 86' Eydelie 90' Daems (own) | Herman Vanderpoortenstadion Toeschouwers: 5.400 |

### Beker van België 1999-00
|                                     | |       |                       |                                                                               |
| 16 oktober 1999 20.00u 1/16e finale | Lierse SK                                                                                                 | 6 - 1 | Torhout 1992 KM (III) | Herman Vanderpoortenstadion Toeschouwers: 3.000 Scheidsrechter: Benoit Struys |
| 16 oktober 1999 20.00u 1/16e finale | Stein Huysegems 10' Jurgen Cavens 12' Hans Somers 30' Gert Peelman 54' Gert Peelman 70' Jurgen Cavens 77' |       | 45' Stefaan D'Hondt   | Herman Vanderpoortenstadion Toeschouwers: 3.000 Scheidsrechter: Benoit Struys |

|                                     |                    |          |                                          |                                                                      |
| 18 december 1999 20.00u 1/8e finale | Antwerp FC (II)    | 1 - 2 nv | Lierse SK                                | Bosuilstadion Toeschouwers: 12.000 Scheidsrechter: Pieter Vandevenne |
| 18 december 1999 20.00u 1/8e finale | Patrick Goots 113' |          | 103' Robby Van De Weyer 111' Hans Somers | Bosuilstadion Toeschouwers: 12.000 Scheidsrechter: Pieter Vandevenne |

|                                     |                   |       |             |                                                                              |
| 26 februari 2000 20.00u 1/4e finale | Lierse SK         | 1 - 0 | KSC Lokeren | Herman Vanderpoortenstadion Toeschouwers: 7.000 Scheidsrechter: Eric Blareau |
| 26 februari 2000 20.00u 1/4e finale | Karel Snoeckx 40' |       |             | Herman Vanderpoortenstadion Toeschouwers: 7.000 Scheidsrechter: Eric Blareau |

|                                      |                                         |       |           |                                                                        |
| 11 april 2000 20.30u 1/2e finale (H) | Standard de Liège                       | 2 - 0 | Lierse SK | Stade Maurice Dufrasne Toeschouwers: 12.000 Scheidsrechter: Luc Huyghe |
| 11 april 2000 20.30u 1/2e finale (H) | Fréderic Pierre 5' Michaël Goossens 21' |       |           | Stade Maurice Dufrasne Toeschouwers: 12.000 Scheidsrechter: Luc Huyghe |

|                                   |           |       |                   |                                                                               |
| 1 mei 2000 20.00u 1/2e finale (T) | Lierse SK | 0 - 0 | Standard de Liège | Herman Vanderpoortenstadion Toeschouwers: 10.500 Scheidsrechter: Eric Blareau |
| 1 mei 2000 20.00u 1/2e finale (T) |           |       |                   | Herman Vanderpoortenstadion Toeschouwers: 10.500 Scheidsrechter: Eric Blareau |

### Liga Beker (Nissan Cup) 1999-00
|                                    |           |       |             |                                                         |
| 9 februari 2000 20.00u 1/4e finale | Lierse SK | 4 - 2 | Club Brugge | Herman Vanderpoortenstadion Scheidsrechter: Luc Melotte |
| 9 februari 2000 20.00u 1/4e finale |           |       |             | Herman Vanderpoortenstadion Scheidsrechter: Luc Melotte |

|                                  |               |       |                    |                                                            |
| 14 maart 2000 20.00u 1/2e finale | Lierse SK     | 2 - 2 | Excelsior Mouscron | Herman Vanderpoortenstadion Scheidsrechter: Ghislain Hayen |
| 14 maart 2000 20.00u 1/2e finale |               |       |                    | Herman Vanderpoortenstadion Scheidsrechter: Ghislain Hayen |
| 14 maart 2000 20.00u 1/2e finale | Strafschoppen |       |                    | Herman Vanderpoortenstadion Scheidsrechter: Ghislain Hayen |
| 14 maart 2000 20.00u 1/2e finale | 2 - 4         |       |                    | Herman Vanderpoortenstadion Scheidsrechter: Ghislain Hayen |

## Topscorers
| Nr.     | Nat.               | Naam               | Competitie | Europees | Supercup | Beker | Totaal |
| ------- | ------------------ | ------------------ | ---------- | -------- | -------- | ----- | ------ |
|         | Vlag van België    | Eric Van Meir      | 16         | 1        | 0        | 0     | 17     |
|         | Vlag van België    | Jurgen Cavens      | 11         | 0        | 0        | 2     | 13     |
|         | Vlag van België    | Robby Van De Weyer | 9          | 0        | 0        | 1     | 10     |
|         | Vlag van België    | Stein Huysegems    | 5          | 1        | 2        | 1     | 9      |
|         | Vlag van België    | Hans Somers        | 5          | 0        | 0        | 2     | 7      |
|         | Vlag van België    | Karel Snoeckx      | 4          | 0        | 0        | 1     | 5      |
|         | Vlag van België    | Steve Laeremans    | 3          | 0        | 0        | 0     | 3      |
|         | Vlag van Australië | Joseph Spiteri     | 3          | 0        | 0        | 0     | 3      |
|         | Vlag van België    | Gert Peelman       | 0          | 0        | 1        | 2     | 3      |
|         | Vlag van België    | Dirk Huysmans      | 2          | 0        | 0        | 0     | 2      |
|         | Vlag van Polen     | Tomasz Zdebel      | 1          | 1        | 0        | 0     | 2      |
|         | Vlag van België    | Filip Daems        | 1          | 0        | 0        | 0     | 1      |
|         | Vlag van België    | Tim De Keyser      | 1          | 0        | 0        | 0     | 1      |
|         | Vlag van Polen     | Andrzej Rudy       | 1          | 0        | 0        | 0     | 1      |
|         | Vlag van België    | Luc Struyven       | 1          | 0        | 0        | 0     | 1      |
|         |                    | own-goal           | 2          | 0        | 0        | 0     | 2      |
| Totaal: | Totaal:            | Totaal:            | 65         | 3        | 3        | 9     | 80     |

1992/93 · 1993/94 · 1994/95 · 1995/96 · 1996/97 · 1997/98 · 1998/99 · 1999/00 · 2000/01 · 2001/02 · 2002/03 · 2003/04 · 2004/05 · 2005/06 · 2006/07 · 2007/08 · 2008/09 · 2009/10 · 2010/11 · 2011/12 · 2012/13 · 2013/14 · 2014/15 · 2015/16 ·
2016/17